# 정화원
정화원(鄭和元, 1948년 7월 8일 ~ )은 대한민국의 정치인이다. 제17대 국회의원을 지냈다. 본관은 진주.

## 학력
- 서울맹학교
- 한국방송통신대학교 교육학과 (학사)
- 동아대학교 대학원 사회복지학과 (석사)

## 경력
- 한국맹인침사회 부산.경남 지회장
- 부산맹인점자도서관 관장
- 부산장애인총연합회 회장
- 부산장애인신용협동조합 조합장
- 부산시민협의회 공동대표
- 부산장애인 종합복지관 운영위원
- 부산시민운동 단체협의회 공동 대표
- 부산맹인복지연합회 부산지부 회장
- 부산시의회 의원(한나라당)
- 국회 전.후반기 보건복지위원회 위원
- 국민의힘 살리는 선거대책위원회 직능총괄본부 장애인단체협력단 단장

## 역대 선거 결과
|  | 60.6% |

|  | 35.76% |